# Jopará nyelv
A jopará (guarani: ɟopaˈɾa) vagy yopará (spanyol: ʝopaˈɾa) a Paraguayban beszélt guarani nyelv köznyelvi formája, ami nagy számú spanyol jövevényszót tartalmaz. A név guaraniul keveréket jelent.
A paraguayiak nagy része kétnyelvű, a spanyolt és a guaranit is érti; nagyon sokan, különösen a fiatalabbja beszéli keverékük, a jopará valamilyen formáját.
Az 1992-ben a paraguayi kulturális és oktatási minisztérium által kiadott törvény értelmében az iskolákban a „tiszta” guarani nyelvet oktatják – ami különbözik a mindennapi beszédben használatos joparától. Ezt a szabályozást egyesek azzal védik, hogy a tiszta guarani oktatása megóvja a nyelv integritását, mások kárhoztatják, mivel az általánosan használttól túlságosan elrugaszkodott nyelvet próbálnak így életben tartani.
A guaraniba kevert egyes spanyol szavak jelentése már megváltozott a standard spanyolhoz képest.
A jopará nyelvű beszédben található guarani és spanyol szavak aránya különböző lehet, függően a beszélő életkorától, a beszéd helyétől, attól, hogy kivel beszél és milyen témáról.  Általában a vidéki és az idősebb lakosság több guaranit, míg a városi, fiatalabb populáció több spanyolt kever beszédébe; a vidéki/idősebb generáció jobban is érti a guaranit, a fiatalabb/városi pedig a spanyolt. Általános, mindennapi beszélgetésekre a guarani, míg specifikusabb vagy technikai megbeszélésekre a spanyol alkalmasabb. Gyakran a guaranit inkább paraguayinak, míg a spanyolt kifinomultabbnak, kimódoltabbnak tekintik.

## Fordítás
- Ez a szócikk részben vagy egészben a Jopará című angol Wikipédia-szócikk ezen változatának fordításán alapul.  Az eredeti cikk szerkesztőit annak laptörténete sorolja fel. Ez a jelzés csupán a megfogalmazás eredetét és a szerzői jogokat jelzi, nem szolgál a cikkben szereplő információk forrásmegjelöléseként.

## Külső hivatkozások
- Sándor Klára: Kettő az egyben – hetedik rész